# Arija (Burgos)
Arija ist eine Gemeinde (Municipio) mit 115 Einwohnern (Stand: 2024) im Norden der Provinz Burgos der Autonomen Region Kastilien-León. Die Gemeinde gehört zur Comarca Las Merindades.

## Lage
Arija liegt etwa 70 Kilometer nordnordöstlich von Burgos am großen Stausee des Ebro namens Embalse del Ebro. 
Der Bahnhof der Gemeinde liegt an der Bahnstrecke Bilbao–La Robla.

## Geschichte
Am Ende des 19. und zu Beginn des 20. Jahrhunderts war Arija als Standort der Glasindustrie bekannt (Firma Cristalería Española). Durch die Ausbreitung des Stausees ging allerdings der Zugang zum Kies verloren, sodass auch der Standort schließlich aufgegeben wurde. Damit ging auch ein erheblicher Bevölkerungsrückgang einher.

## Sehenswürdigkeiten
- Kirche Mariä Himmelfahrt (Iglesia de Nuestra Señora de la Asunción)
- romanische Einsiedelei zum Heiligen Kreuz (Ermita de la Santa Cruz)
- Eisenbahnbrücke

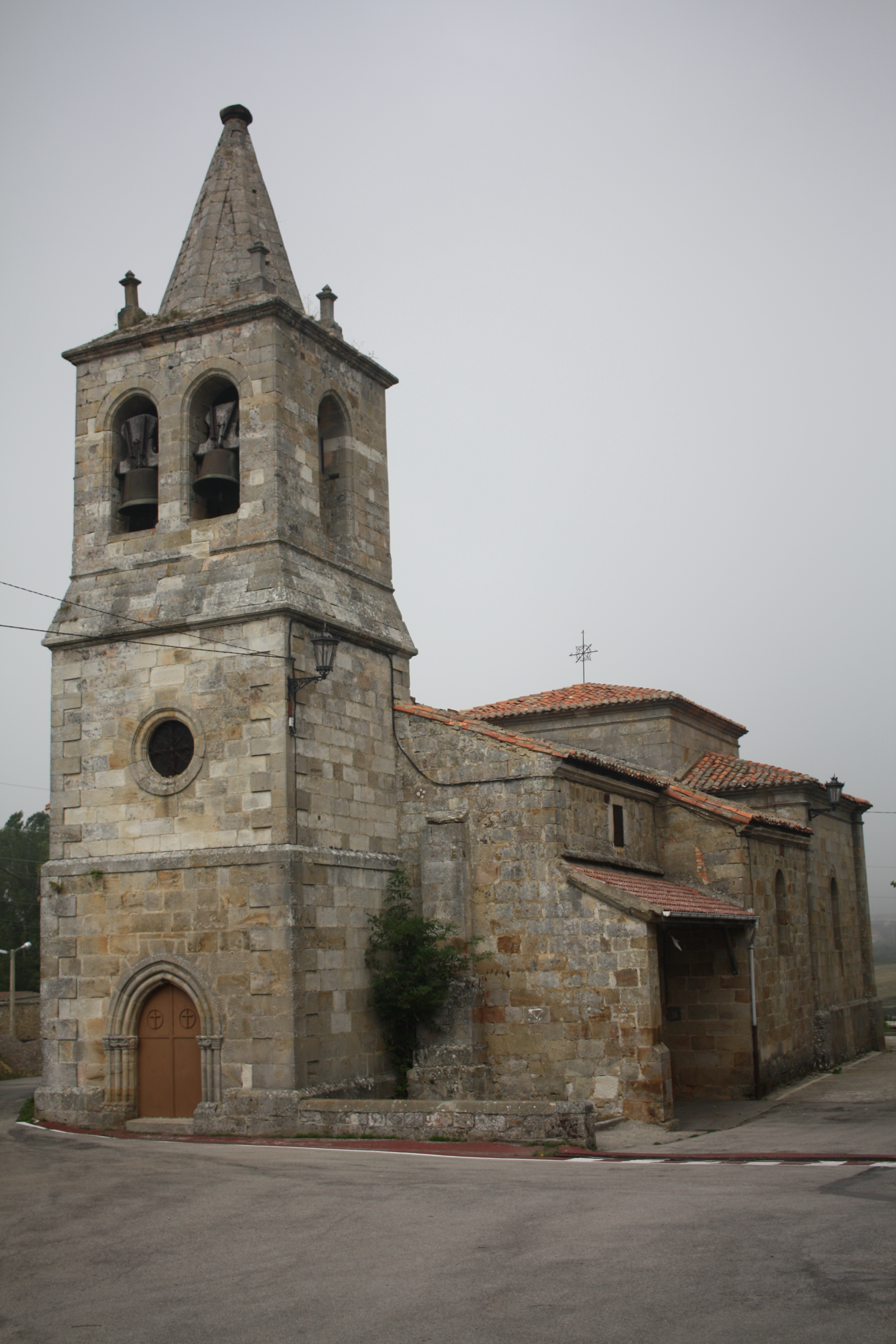
Kirche Mariä Himmelfahrt
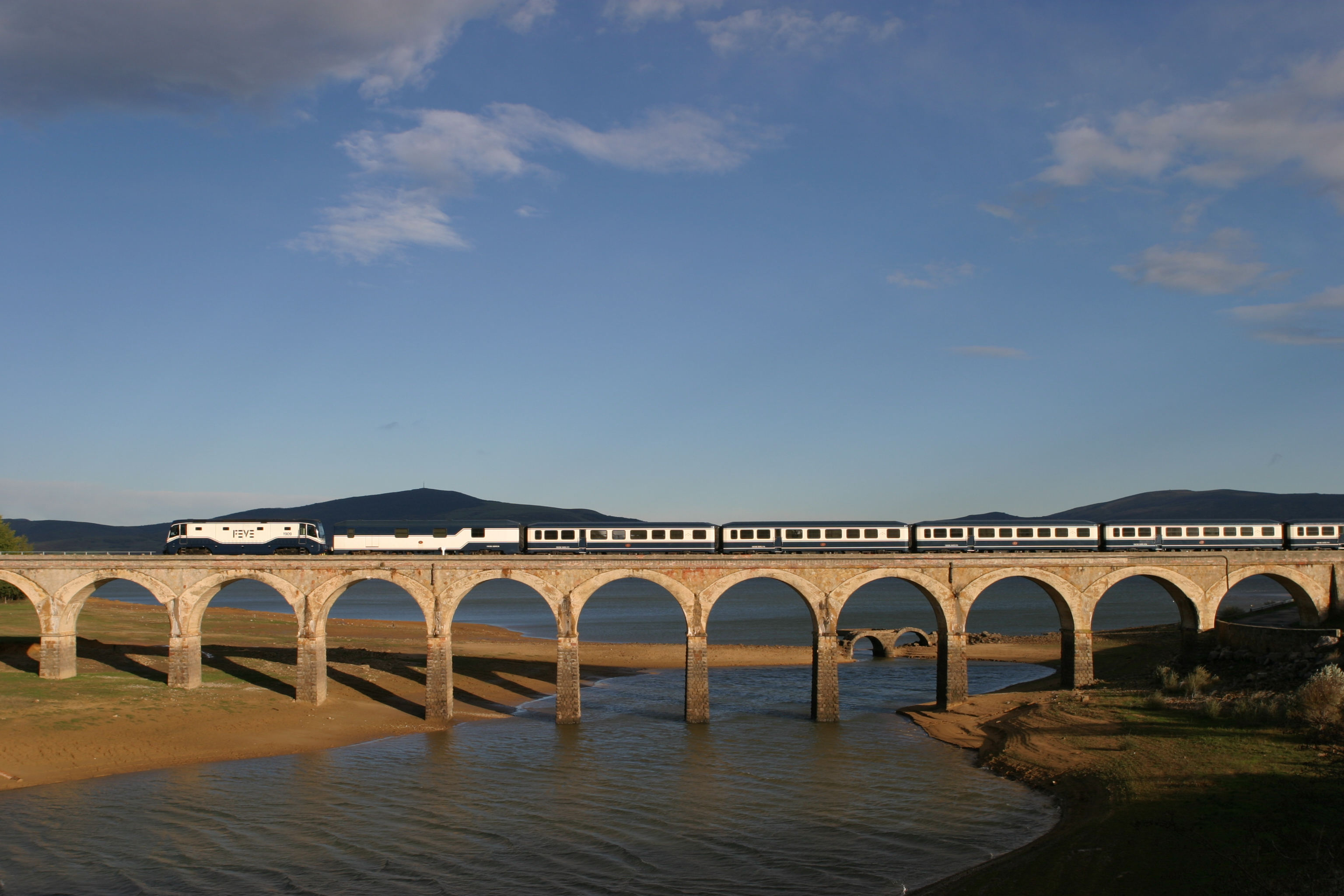
Eisenbahnbrücke